# خرقه (مقاطعة فيروزآباد)
خرقه (بالفارسية: خرقه) هي قرية تقع في قسم أحمد آباد الريفي في إيران. يقدر عدد سكانها بـ 24 نسمة بحسب إحصاء 2016.